# 吴明楼
吴明楼（1967年—），安徽凤台人，汉族，中华人民共和国政治人物、第十一届全国人民代表大会安徽地区代表。
毕业于安徽省委党校经济管理专业，是中共党员。担任安徽益益乳业有限公司董事长。2008年起担任全国人大代表。